# Vestingwerken van Borculo
De vestingwerken van Borculo waren de verdedigingswerken van de Nederlandse stad Borculo. De werken bestonden voornamelijk uit het middeleeuwse kasteel van Borculo en een eenvoudige aarden wal en gracht rondom de stad.

## Geschiedenis
Het eerste kasteel was mogelijk een mottekasteel en werd al in de 12e eeuw gebouwd. Een eeuw later werd een zaaltoren gebouwd die in de loop der eeuwen steeds verder werd uitgebreid. Op de voorburcht ontstond in de 14e eeuw de nederzetting Borculo die in 1375 stadsrechten kreeg van Gijsbert van Bronckhorst, de toenmalige heer van Borculo. Het stadje en het kasteel waren het bestuurlijke centrum van de heerlijkheid Borculo. De omwalling van Borculo zelf beperkte zich waarschijnlijk tot een aarden wal en een stadsgracht.
De vesting van Borculo heeft geen rol van betekenis gespeeld. Het kasteel was wel onderdeel van conflicten, zoals de strijd in 1348 tussen de heren Van Bronckhorst en de bisschop van Utrecht. Borculo zelf was tot 1615 overigens een leen van de bisschop van Münster maar werd in dat jaar door het Hof van Gelre tot onderdeel van het graafschap Zutphen verklaard. De bisschop was het hier overigens niet mee eens. Tijdens de Eerste Münsterse Oorlog van 1665-1666 bezette de bisschop Borculo na een korte belegering, net als tijdens het Rampjaar 1672, maar de plaats bleef Gelders.

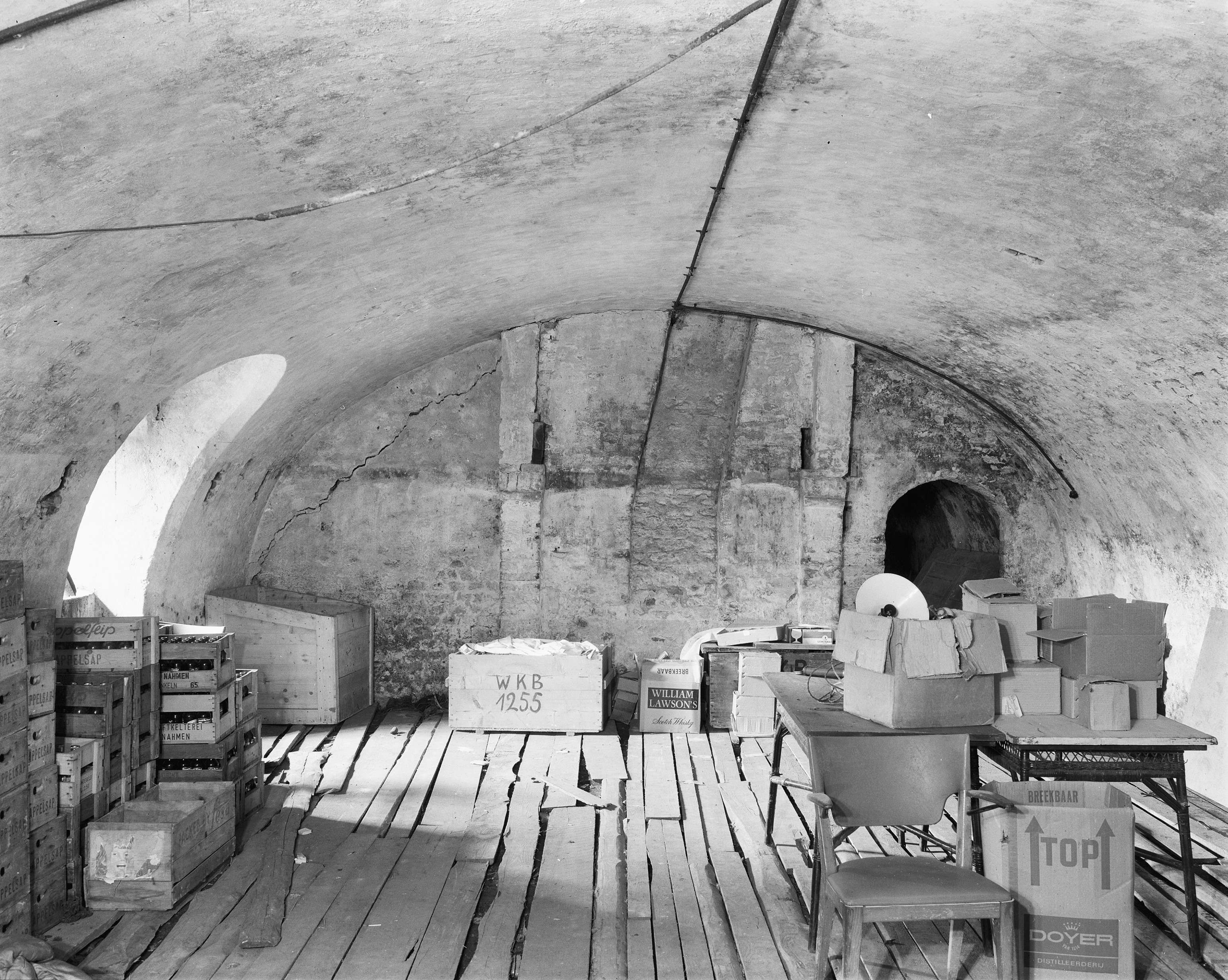
Kelder van het voormalige kasteel

De verdedigingswerken van Borculo werden in de 18e eeuw ontmanteld en gesloopt, waardoor het zijn militaire functie volledig kwijtraakte.

## Beschrijving
Het middeleeuwse kasteel ontwikkelde zich van een rechthoekige zaaltoren tot een groot rechthoekig slot met hoektorens en een binnenplaats. In de jaren 1760-1764 werd het grotendeels afgebroken en door een L-vormig gebouw vervangen, dat in 1870 werd gesloopt.

### Omwalling en grachten
De ommuring van Borculo beperkte zich waarschijnlijk tot een aarden wal met een houten palissade en een stadsgracht. Een 16e-eeuwse tekening van een door een stenen muur en torens omgeven Borculo, berust dan ook niet op de werkelijkheid.
De stadsuitbreiding aan de zuidwestzijde - de oudste vermelding dateert uit eind 16e eeuw - werd eveneens van een gracht voorzien.

### Poorten
Aanvankelijk telde Borculo twee stadspoorten: de Middelpoort en de Geestersepoort. Deze poorten waren waarschijnlijk slechts eenvoudige doorgangen, al dan niet met een ophaalbrug over de gracht. De Middelpoort kwam tussen het oorspronkelijke stadscentrum en de later gebouwde voorstad in te staan. In de 18e eeuw was er nog een derde toegangspoort aan de zuidkant van Borculo: de Berkelsepoort.

### Restanten
Van de omwalling en de poorten is niets behouden gebleven. Alleen de stadsgracht omgeeft nog het ovalen middeleeuwse centrum. Van het kasteel resteren ondergronds kelders en funderingen.
Alkmaar · Amsterdam · Borculo · Bredevoort · Coevorden · Enschede · Haarlem · Hattem · 's-Hertogenbosch · Huissen · Klundert · Lochem · Maastricht · Montfoort · Naarden · Ommen · Ootmarsum · Rhenen · Roermond · Rijssen 
· Sittard · Sneek · Steenbergen · Terborg · Valkenburg · Zaltbommel · Zwolle